# Arcidiocesi di Arequipa
L'arcidiocesi di Arequipa (in latino Archidioecesis Arequipensis) è una sede metropolitana della Chiesa cattolica in Perù. Nel 2022 contava 1.203.688 battezzati su 1.362.982 abitanti. È retta dall'arcivescovo Javier Augusto Del Río Alba.

## Territorio
L'arcidiocesi comprende le province di Arequipa, Caylloma e Islay nella regione peruviana di Arequipa.
Sede arcivescovile è la città di Arequipa, dove si trova la cattedrale di Santa Maria.
Il territorio si estende su 27.588 km² ed è suddiviso in 75 parrocchie, raggruppate in 11 decanati.

### Provincia ecclesiastica
La provincia ecclesiastica di Arequipa, istituita nel 1943, comprende 5 suffraganee:
- prelatura territoriale di Ayaviri
- prelatura territoriale di Chuquibamba
- prelatura territoriale di Juli
- prelatura territoriale di Santiago Apóstol de Huancané
- diocesi di Puno
- diocesi di Tacna e Moquegua

## Storia
La diocesi di Arequipa fu eretta una prima volta il 15 aprile 1577, ricavandone il territorio dall'arcidiocesi di Cusco. Tuttavia, l'opposizione del vescovo Sebastián Lartaún di Cusco impedì l'esecuzione della bolla pontificia e l'erezione della diocesi rimase lettera morta. Il vescovo già nominato per questa sede, il domenicano Antonio de Hervías, fu trasferito alla diocesi di Verapaz in Guatemala.
La diocesi fu eretta una seconda volta il 20 luglio 1609 con la bolla In supereminenti sedis di papa Paolo V, suffraganea dell'arcidiocesi di Lima. Il 5 gennaio 1612 il papa, tramite un breve apostolico, definì i confini della nuova diocesi; questo breve divenne esecutivo l'8 marzo 1614.
Nel 1619 il vescovo Pedro de Perea Díaz istituì il seminario diocesano San Girolamo (Seminario Conciliar de San Jerónimo), che iniziò a funzionare nel 1622.
Nel 1880 cedette una porzione del suo territorio a vantaggio dell'erezione del vicariato apostolico di Tarapacá (oggi diocesi di Iquique).
Il 20 dicembre 1929 cedette un'altra porzione di territorio a vantaggio della stessa diocesi.
Il 23 maggio 1943 è stata elevata al rango di arcidiocesi metropolitana con la bolla Inter praecipuas di papa Pio XII.
Il 18 dicembre 1944, il 21 novembre 1957 e il 5 giugno 1962 ha ceduto ulteriori porzioni di territorio a vantaggio dell'erezione rispettivamente della diocesi di Tacna (oggi diocesi di Tacna e Moquegua) e delle prelature territoriali di Caravelí e di Chuquibamba.

## Cronotassi dei vescovi
Si omettono i periodi di sede vacante non superiori ai 2 anni o non storicamente accertati.
- Antonio de Hervías, O.P. † (15 aprile 1577 - 9 gennaio 1579 nominato vescovo di Verapaz) (vescovo eletto)
- Sede vacante (1609-1612)

- Cristóbal Rodríguez Juárez, O.P. † (16 gennaio 1612 - 4 novembre 1613 deceduto)
  - Juan de las Cabezas Altamirano, O.P. † (16 settembre 1615 - 19 dicembre 1615 deceduto) (vescovo eletto)
- Pedro de Perea Díaz, O.S.A. † (4 settembre 1617 - 28 maggio 1630 deceduto)[8]
- Pedro de Villagómez Vivanco † (2 agosto 1632 - 16 luglio 1640 nominato arcivescovo di Lima)
- Agustín de Ugarte y Sarabia † (19 novembre 1640 - 21 ottobre 1647 nominato vescovo di Quito)
- Pedro Ortega Sotomayor † (16 dicembre 1647 - 27 novembre 1651 nominato vescovo di Cusco)
- Gaspar de Villarroel, O.S.A. † (11 dicembre 1651 - 27 gennaio 1659 nominato arcivescovo di La Plata o Charcas)[9]
- Juan de Almoguera, O.SS.T. † (17 febbraio 1659 - 27 novembre 1673 nominato arcivescovo di Lima)
- Juan de la Calle y Heredia, O. de M. † (1º ottobre 1674 - 15 febbraio 1676 deceduto)
- Antonio de León y Becerra † (14 giugno 1677 - 28 agosto 1708 deceduto)
- Juan de Argüelles, O.S.A. † (21 marzo 1711 - 23 gennaio 1713 deceduto)[10]
- Juan Bravo Otálora de Lagunas † (19 novembre 1714 - 27 settembre 1723 deceduto)
- Juan Cabero y Toledo † (11 giugno 1725 - 20 marzo 1741 deceduto)
- Juan Bravo del Rivero y Correa, C.O. † (28 gennaio 1743 - 22 maggio 1752 deceduto)
  - Juan González Melgarejo, C.O. † (26 novembre 1753 - 6 marzo 1754 deceduto) (vescovo eletto)
- Jacinto Aguado y Chacón, C.O. † (17 febbraio 1755 - 18 luglio 1763 nominato vescovo di Osma)
- Diego Salguero de Cabrera, C.O. † (18 luglio 1763 - 2 dicembre 1769 deceduto)
- Manuel de Abad y Illana, O.Praem. † (17 giugno 1771 - 1º febbraio 1780 deceduto)
- Miguel de Pamplona González Bassecourt, O.F.M.Cap. † (10 dicembre 1781 - 10 dicembre 1784 dimesso)[11]
- Pedro José Chávez de la Rosa † (18 dicembre 1786 - 9 maggio 1805 dimesso)
- Luis Gonzaga de la Encina Díaz y Pereiro † (9 settembre 1805 - 16 gennaio 1816 deceduto)
- José Sebastián Goyeneche y Barreda † (14 aprile 1817 - 26 settembre 1859 nominato arcivescovo di Lima)
- Bartolomé Herrera Vélez † (26 settembre 1859 - 10 agosto 1864 deceduto)
- Juan de la Cruz Calienes Olazabal, O.F.M. † (27 marzo 1865 - 26 giugno 1867 deceduto)
- Juan Benedicto Torres Romero † (22 giugno 1868 - 8 gennaio 1880 deceduto)
- Juan María Ambrosio Huerta Galván † (20 agosto 1880 - 27 giugno 1897 deceduto)
- Manuel Segundo Ballón Manrique † (24 agosto 1898 - 1906 dimesso)[12]
- Mariano Holguín y Maldonado, O.F.M. † (30 maggio 1906 - 24 dicembre 1945 deceduto)
- Leonardo José Rodríguez Ballón, O.F.M. † (13 giugno 1946 - 26 settembre 1980 dimesso)
- Fernando Vargas Ruíz de Somocurcio, S.I. † (26 settembre 1980 - 2 marzo 1996 ritirato)
- Luis Sánchez-Moreno Lira † (2 marzo 1996 - 29 novembre 2003 ritirato)
- José Paulino Ríos Reynoso (29 novembre 2003 - 21 ottobre 2006 dimesso)
- Javier Augusto Del Río Alba, succeduto il 21 ottobre 2006

## Statistiche
L'arcidiocesi nel 2022 su una popolazione di 1.362.982 persone contava 1.203.688 battezzati, corrispondenti all'88,3% del totale.
| anno | popolazione | popolazione | popolazione | presbiteri | presbiteri | presbiteri | presbiteri                | diaconi | religiosi | religiosi | parrocchie |
| anno | battezzati  | totale      | %           | numero     | secolari   | regolari   | battezzati per presbitero | diaconi | uomini    | donne     | parrocchie |
| ---- | ----------- | ----------- | ----------- | ---------- | ---------- | ---------- | ------------------------- | ------- | --------- | --------- | ---------- |
| 1949 | 450.500     | 450.500     | 100,0       | 150        | 72         | 78         | 3.003                     |         | 10        | 300       | 51         |
| 1959 | 280.000     | 297.542     | 94,1        | 151        | 59         | 92         | 1.854                     |         | 183       | 183       | 42         |
| 1966 | 400.000     | 420.000     | 95,2        | 175        | 64         | 111        | 2.285                     |         | 289       | 479       | 41         |
| 1968 | 427.500     | 450.000     | 95,0        | 148        | 52         | 96         | 2.888                     |         | 141       | 458       | 39         |
| 1976 | 398.284     | 419.247     | 95,0        | 109        | 48         | 61         | 3.653                     |         | 117       | 350       | 52         |
| 1980 | 513.000     | 545.000     | 94,1        | 119        | 45         | 74         | 4.310                     |         | 129       | 266       | 67         |
| 1990 | 651.000     | 940.000     | 69,3        | 153        | 68         | 85         | 4.254                     |         | 155       | 257       | 57         |
| 1999 | 771.660     | 857.400     | 90,0        | 198        | 82         | 116        | 3.897                     |         | 213       | 290       | 75         |
| 2000 | 787.000     | 874.500     | 90,0        | 199        | 86         | 113        | 3.954                     |         | 190       | 299       | 72         |
| 2001 | 802.791     | 891.990     | 90,0        | 192        | 86         | 106        | 4.181                     |         | 151       | 295       | 72         |
| 2002 | 818.846     | 909.829     | 90,0        | 190        | 90         | 100        | 4.309                     |         | 180       | 332       | 72         |
| 2003 | 835.223     | 928.025     | 90,0        | 188        | 91         | 97         | 4.442                     |         | 171       | 304       | 72         |
| 2004 | 835.223     | 928.025     | 90,0        | 183        | 88         | 95         | 4.564                     |         | 171       | 304       | 71         |
| 2006 | 857.000     | 952.000     | 90,0        | 177        | 76         | 101        | 4.841                     |         | 169       | 262       | 74         |
| 2012 | 1.045.555   | 1.163.131   | 89,9        | 183        | 96         | 87         | 5.713                     |         | 181       | 320       | 73         |
| 2015 | 1.066.769   | 1.198.617   | 89,0        | 194        | 106        | 88         | 5.498                     |         | 146       | 338       | 73         |
| 2018 | 1.153.136   | 1.295.659   | 89,0        | 187        | 104        | 83         | 6.166                     |         | 135       | 327       | 75         |
| 2020 | 1.189.164   | 1.346.439   | 88,3        | 183        | 106        | 77         | 6.498                     |         | 129       | 293       | 75         |
| 2022 | 1.203.688   | 1.362.982   | 88,3        | 190        | 104        | 86         | 6.335                     |         | 134       | 282       | 75         |